# Maimed in the Hospital
Maimed in the Hospital è un cortometraggio muto del 1918 sceneggiato e diretto da Craig Hutchinson.

## Produzione
Il film fu prodotto dalla Nestor Film Company.

## Distribuzione
Distribuito dall'Universal Film Manufacturing Company, il film - un cortometraggio di una bobina - uscì nelle sale cinematografiche USA il 14 gennaio 1918.